# Coralliozetus springeri
Coralliozetus springeri is een  straalvinnige vissensoort uit de familie van snoekslijmvissen (Chaenopsidae). De wetenschappelijke naam van de soort is voor het eerst geldig gepubliceerd in 1966 door Stephens & Johnson.
De soort staat op de Rode Lijst van de IUCN als niet bedreigd, beoordelingsjaar 2007.